# Fraunhofer SIRIOS
Das Fraunhofer-Zentrum für die Sicherheit Sozio-Technischer Systeme (SIRIOS) gehört zur Fraunhofer-Gesellschaft zur Förderung der angewandten Forschung e. V.  und ist angesiedelt am Fraunhofer-Institut für Offene Kommunikationssysteme in Berlin-Charlottenburg. Seine Aktivitäten sind der angewandten Forschung und Entwicklung im Bereich der öffentlichen Sicherheit zuzuordnen. Geschäftsführer von Fraunhofer SIRIOS war bis 2024 Daniel Hiller und ist aktuell Niklas Reinhardt; der Sprecher ist Manfred Hauswirth, Leiter des Fraunhofer-Institut für Offene Kommunikationssysteme und Professor an der Technischen Universität Berlin, Fachgebiet Open Distributed Systems.

## Geschichte
Das Fraunhofer-Zentrum SIRIOS stellt eine Kooperation innerhalb der Fraunhofer-Gesellschaft dar. Das neugegründete Zentrum nahm im Januar 2022 seinen Betrieb auf und bündelt die Expertise der vier Fraunhofer-Institute Fraunhofer-Institut für Kurzzeitdynamik (Freiburg), Fraunhofer-Institut für Offene Kommunikationssysteme (Berlin), IOSB (Karlsruhe und Ilmenau) und IVI (Dresden). Im Rahmen dieses neuen Modells wird am Standort Berlin eine interdisziplinäre Kooperation mehrerer Fraunhofer-Institute aufgebaut, die vor Ort bei und mit Partnern aus Behörden und Organisationen mit Sicherheitsaufgaben (BOS) sowie für öffentliche und private Betreiber Kritischer Infrastrukturen (Kritis) und für die Landesregierung Berlin Forschung und Entwicklung im Bereich der zivilen öffentliche Sicherheit betreibt.

## Schwerpunkte
Fraunhofer SIRIOS versteht sich als Inkubator für neue simulationsbasierte Technologien. Die Forschungsschwerpunkte liegen in den Anwendungsfeldern:
- Digitalisierung von Sicherheit und Schutz kritischer Infrastrukturen (Kritis),
- Aufklärung, Kommunikation und Einsatzführung,
- virtuellen Planung und Begleitung von Großveranstaltungen,
- Partizipation, Risiko- und Krisenkommunikation
- Visualisierung und der hybriden Testumgebungen für BOS und Unternehmen.

Ein besonderer Fokus liegt auf der Überführung (Transfer) der Arbeiten in die Praxis: So sollen in den kommenden Jahren Trainings- und Simulationsmöglichkeiten für Partner des Zentrums aufgebaut werden, um einerseits die Forschungsergebnisse in den praktischen Einsatz zu überführen und andererseits vorhandene Bedarfe in die laufende Forschung einfließen zu lassen.

## Forschung
In institutsübergreifenden Projekten werden Werkzeuge zur Simulationen entwickelt, mit Hilfe derer die Entstehung und die Auswirkungen komplexer sozio-technischer Bedrohungs- oder Schadenslagen erfasst werden. Das Ziel der Technologien ist es, Vorgehensweisen zur Stärkung der Sicherheit und gesellschaftlichen Resilienz aus den Simulationen abzuleiten.
Aktuelle Forschungsprojekte umfassen:
- Die Entwicklung eines Systems, um bauliche und infrastrukturelle Vulnerabilität und Funktionsbeeinträchtigungen eines Stadtteils in einem Starkregenszenario virtuell darzustellen sowie darauf aufbauend Schadensprognosen für Versorgungsnetze und Infrastrukturen vorzunehmen.

- Die Entwicklung einer Plattform zur Verbesserung des Schutzes und der Reaktionsfähigkeit von Einsatzkräften, Helfern und Bevölkerung in Extremwetterlage.

- Die Entwicklung eines Systems für die für interaktive, virtuelle Lagevisualisierung zur Einsatzplanung und Entscheidungsunterstützung bei der Vorbereitung, Prävention und dem Schutz von sicherheitskritischen Ereignissen wie Großveranstaltungen.

- Die Entwicklung eines Systems zur virtuellen Planung und Bewertung von Sicherheitskonzepten für Großveranstaltungen, insbesondere hinschlich der Kommunikations- und Reaktionsfähigkeit der Veranstalter und verantwortlichen BOS.

Damit die verwendeten wissenschaftlichen Modelle, Methoden und technologische Lösungen den realen Herausforderungen gerecht werden und das Zusammenwirken von Technik, Infrastruktur, Einsatzkräften und Bevölkerung in der Praxis erfassen werden die Simulationen bei Fraunhofer SIRIOS auf Basis realitätsnaher Szenarien modelliert. Initial fokussieren sich die Arbeiten dabei auf die Szenarien:
1. Auswirkungen eines extremen Wetterereignisses in einer Großstadt
2. Durch Menschen verursachte Schäden bei einer Großveranstaltung

## Infrastruktur
Fraunhofer SIRIOS verfügt über eine Anschubfinanzierung durch den Bund und das Land Berlin. Während dieser Aufbauphase forschen und arbeiten Mitarbeitende von vier Fraunhofer-Instituten gemeinsam an Instituts-übergreifenden Projekten.